# Dibolia ovata
Dibolia ovata är en skalbaggsart som beskrevs av J. L. Leconte 1859. Dibolia ovata ingår i släktet Dibolia och familjen bladbaggar. Inga underarter finns listade i Catalogue of Life.